# Cuisson Lake
Cuisson Lake är en sjö i Kanada.   Den ligger i provinsen British Columbia, i den centrala delen av landet, 3 400 km väster om huvudstaden Ottawa. Cuisson Lake ligger 865 meter över havet. Arean är 1,9 kvadratkilometer. Den sträcker sig 4,2 kilometer i nord-sydlig riktning, och 2,5 kilometer i öst-västlig riktning.
I omgivningarna runt Cuisson Lake växer i huvudsak barrskog. Trakten runt Cuisson Lake är nära nog obefolkad, med mindre än två invånare per kvadratkilometer.